# Lista de râuri din Madagascar

Aceasta este o listă de râuri și fluvii din Madagascar
Cuprins: Început - 0–9 A B C D E F G H I J K L M N O P Q R S T U V W X Y Z

## A
Râul Andranotsimisiamalona - Ankavanana - Râul Antainambalana

## B
Râul Bemarivo - Râul Besokatra - Râul Betsiboka - Râul Bombetoka

## F
Râul Fanambana - Râul Faraony - Râul Fiherenana

## I
Iazafo - Râul Ifasy - Râul Ihosy - Râul Ikopa - Râul Irodo - Râul Ivondro

## L
Râul Linta - Râul Loky - Râul Lokoho - Râul Loky

## M
Râul Mahajamba - Râul Mahajilo - Râul Mahavavy - Râul Manajeba - Râul Manambaho - Râul Manambolo - Râul Manampatrana - Râul Mananara (sud) - Râul Mananara (Analanjirofo) - Râul Mananjary - Râul Mananjeba - Râul Mandrare - Râul Mangoky - Râul Mangoro - Râul Mania - Râul Maningory - Râul Marimbona - Râul Menarandra - Râul Morondava - Râul Morondava

## N
Râul Namorona - Râul Nosivolo

## O
Râul Onilahy - Râul Oniv - Râul Oniv (Sava)

## R
Râul Ramena - Râul Rianila

## S
Sahamaitso - Râul Saharenana - Sahatandra - Râul Sahatavy - Râul Sakaleona - Râul Sakanila - Râul Sakay - Râul Sahamaitso - Râul Sakeni - Râul Sambirano - Râul Sandrananta - Râul Sandrangato - Râul Simianona - Râul Sofia - Râul Sofia

## T
Râul Tahititnaloke - Țaratamana - Râul Tsiribihina

## Z
Râul Zomandao